# Federico José Uriburu
Federico José Uriburu (Salta, 28 de octubre de 1888-1986) fue un funcionario argentino que se desempeñó como gobernador de facto del Territorio Nacional de Río Negro entre 1930 y 1932.

## Biografía
Nació en la ciudad de Salta en 1888. En su carrera, fue jefe de la policía de la provincia de Jujuy y secretario de la gobernación del Territorio Nacional de Formosa.
Tras el golpe de Estado de 1930, fue designado gobernador de facto del Territorio Nacional de Río Negro por su tío y presidente de facto José Félix Uriburu, sucediendo al gobernador interino Domingo A. Perfetti. En el marco del golpe y la declaración de estado de sitio y ley marcial, se realizó un excesivo control sobre los funcionarios públicos (cesanteando algunos), el territorio en general y sus accesos, las imprentas y los medios de comunicación.
También se conformó un cuerpo especial de policía, el mes siguiente al golpe, que reprimió a las comunidades indígenas en la región precordillerana del territorio rionegrino. Finalizó su mandato en 1932, siendo sucedido interinamente por el jefe de policía Ubaldo Chas, a cargo del despacho de la gobernación.